# CRDA (motosilurante)
Le motosiluranti CRDA, note con la sigla del fabbricante, sono state una classe di imbarcazioni veloci usate come mezzi d'assalto dalla Regia Marina durante la seconda guerra mondiale e derivate delle schnellboote tedesche del tipo Lürssen. Tutte le unità vennero realizzate dalla CRDA negli stabilimenti di Monfalcone in due serie. La prima serie da MS 11 a MS 16, da MS 21 a MS 26 e da MS 31 a MS 36, mentre la seconda serie andava da MS 51 a MS 56, da MS 61 a MS 66 e da MS 71 a MS 76, con la MS 76 che non fece in tempo a entrare in servizio in quanto ancora in costruzione alla data dell'armistizio; l'unità catturata dai tedeschi venne immessa in servizio nella Kriegsmarine.
Alcune unità sopravvissute al conflitto sono entrate a far parte dopo il conflitto della Marina Militare.

## Caratteristiche
Durante i primi mesi di guerra si era sentita la mancanza di un valido mezzo per constratare i sommergibili nemici, che si spingevano fino alle uscite dei porti, nelle acque costiere e per proteggere il traffico dentro le rotte di sicurezza. L'impiego bellico dei MAS aveva messo in luce come il prezzo da pagare alla ricerca a tutti i costi di una velocità massima molto elevata fosse quello di una tenuta al mare non del tutto soddisfacente nel caso di condizioni di mare non ideali e ciò a causa sia dell'eccessiva leggerezza della costruzione, sia del tipo di carena a spigolo con gradino adottata, che si era rivelata idonea al raggiungimento di velocità molto elevate, ma a scapito di una buona tenuta al mare e per tale ragione i MAS incontravano notevoli difficoltà ad operare nel caso di mare mosso o agitato, con grave rischio anche per l'incolumità degli equipaggi.
Mentre nella Regia Marina si studiavano le possibili soluzioni al problema nell'aprile 1941, la soluzione giunse con la cattura di quel che restava della flotta iugoslava, tra cui sei motosiluranti di costruzione tedesca catturate nel porto di Cattaro, costruite dai cantieri Lürssen, di circa 65 tonnellate, che con le loro forme di carena consentivano di mantenere velocità elevate anche in condizioni di mare non propriamente ideali, rivelandosi subito rispondenti ai requisiti della Regia Marina. Le motosiluranti catturate a Cattaro, che vennero messe in servizio nella Regia Marina con la sigla MS 41-46, erano una versione da esportazione del vecchio modello tedesco S-1, risalente al 1931, con motori molto meno potenti, in quanto i tedeschi si rifiutarono fino agli ultimi mesi prima della fine di consegnare il progetto dei loro battelli moderni, e soprattutto i motori diesel Daimler-Benz che ne erano il punto di forza.
La Regia Marina incaricò i cantieri CRDA di Monfalcone, di rilevare i piani di costruzione delle unità e derivarne un nuovo progetto italiano di motosilurante, la "CRDA 60 t." che riproduceva, con minime modifiche, il modello originale tedesco e venne pertanto deciso di riprodurre tali navi in una serie di 18 unità, con l'unica sostanziale differenza dell'adozione dei motori a benzina Isotta-Fraschini Asso al posto dei diesel di cui erano dotate le unità jugoslave, che vennero a sua volte tutte immesse in servizio.
Sullo stesso scafo delle motosiluranti ex-tedesche, venne anche realizzata dai cantieri Baglietto una piccola unità per il pattugliamento antisommergibile e la scorta costiera, la "Vedetta Anti Sommergibile" o VAS, tipo di unità meno veloce velocità rispetto alla motosilurante, ma con un potente armamento antisommergibile.
Lo scafo era in legno con rinforzi metallici nelle zone più sollecitate, la plancia completamente coperta. Nelle unità della prima serie il dislocamento era di 63,4 tonnellate, mentre il dislocamento delle unità della seconda serie era di 68,8 tonnellate con una leggera diminuzione della velocità che nelle unità della 2ª Serie era di 31 nodi mentre nella 1ª Serie era di 32,5 nodi.
L'apparato motore era costituito da tre Isotta-Fraschini Asso a benzina da 1100 cv ciascuno, ognuno dei quali azionava un'elica mediante ingranaggi riduttori. Solamente il motore centrale era reversibile e veniva usato nelle manovre. Queste unità presentarono un'ottima tenuta del mare anche se a scapito della velocità, che in condizioni di carico operativo raramente superava i 33 nodi nelle unità della prima serie e 31 nodi in quelle della seconda serie in conseguenza dell'aumento del dislocamento.
L'armamento era leggermente differente tra le due serie. Nella prima serie l'armamento era costituito da due mitragliere da 20/65 mm, una a poppa e una prora, da due mitragliatrici da 6,5 mm, due tramoggie poppiere per il lancio di bombe di profondità da 100 Kg e due lanciasiluri da 533 mm collocati a prora che solo nelle unità della prima serie era del tipo a cucchiaio. Le unità della seconda serie avevano due ulteriori lanciasiluri poppieri da 450mm oltre allo stesso armamento della prima serie, eccetto la MS 74 e la MS 75, che sono state armate con cinque mitragliere da 20/65mm in un impianto prodiero singolo di fabbricazione nazionale e un impianto quadruplo poppiero di fabbricazione tedesca e due lanciasiluri da 533mm, che vennero modificate per il trasporto, la messa in mare e il recupero di SLC e mezzi d'assalto; il medesimo allestimento era previsto per la MS 76 che era ancora in costruzione alla data dell'armistizio. Altra differenza nell'armamento era che nelle unità della seconda serie i lanciasiluri prodieri da 533mm non erano del tipo a cucchiaio.

## Seconda guerra mondiale
Le prime unità vennero completate nella primavera del 1942 e già nel corso dell'estate successiva queste unità ebbero modo di dimostrare nelle acque del Canale di Sicilia la loro validità quando le motosiluranti MS 16 e MS 22 affondarono durante la Battaglia di mezzo agosto l'incrociatore leggero britannico Manchester che, con le sue 11.350 tonnellate a pieno carico, fu la nave da guerra di maggior dislocamento perduta ad opera di motosiluranti su tutti i teatri operativi della seconda guerra mondiale. Nel corso della stessa battaglia, il 13 agosto 1942 la MS 11 affondò il piroscafo britannico Glenorchy.

La MS 22 una delle motosiluranti protagoniste nella battaglia di Mezzo agosto

Delle tre unità protagoniste dell'azione due sarebbero poi andate perdute; la motosilurante MS 22 sarebbe stata affondata il 7 giugno 1943 a Sidi Bou Said durante un bombardamento aereo, mentre la motosilurante MS 16 che era entrata in servizio il precedente 13 giugno, il 9 settembre 1943, giorno seguente l'armistizio, venne catturata dai tedeschi a Voltri e immessa in servizio nella Kriegsmarine con la sigla SA-1, per essere poi consegnata il successivo 11 ottobre alla Marina da guerra della R.S.I., restituita alla marina germanica il successivo 19 novembre per essere poi affondata a Genova nel gennaio 1944 durante un bombardamento aereo; più fortunata la sorte della motosilurante MS 11 che dopo la guerra sarebbe entrata in servizio nella Marina Militare Italiana prestando servizio fino al 1965.
La motosilurante MS 76 ancora in costruzione a Monfalcone alla proclamazione dell'armistizio venne catturata dai tedeschi, completata e messa in servizio nel 1943 nella Kriegsmarine come "SA 7" e probabilmente venne autoaffondata in Alto Adriatico nell'aprile-maggio 1945. Alcune unità andarono perdute per cause di guerra, affondate dagli alleati durante il periodo in cui l'Italia ha combattuto a fianco dell'Asse, altre affondate dai tedeschi durante la cobelligeranza. Altre unità in seguito alle vicende armistiziali si autoaffondarono per evitare la cattura da parte dei tedeschi, altre ancora vennero catturate dai tedeschi e incorporate nella Kriegsmarine. Le unità catturate dai tedeschi che non vennero perse per cause belliche vennero autoaffondate e successivamente recuperate per essere demolite. La motosilurante MS 75 il 12 settembre 1943 mentre era ai lavori a Venezia venne catturata dai tedeschi, ceduta alla Marina Nazionale Repubblicana il successivo 12 ottobre e denominata "MS 75 Canguro", per tornare alla Kriegsmarine il 10 dicembre 1944 con la denominazione "S-630" venne poi ritrovata a Venezia a guerra finita il 29 aprile 1945 e rimessa in servizio. Le perdite, in combattimento o per altre cause, furono complessivamente abbastanza numerose e al termite della seconda guerra mondiale delle iniziali 36 unità ne rimanevano efficienti 14 di cui quattro destinate ad essere cedute all'Unione Sovietica e una alla Francia in base alle clausole del trattato di pace che tra l'altro, vietava all'Italia di possedere e impiegare unità siluranti. La MS 35 venne ceduta nel 1949 alla Francia, prestando servizio nella Marina francese fino al 1952, mentre le motosiluranti MS 52, MS 61, MS 65 ed MS 75 nel luglio 1949 vennero consegnate all'Unione Sovietica, cui era stata destinata anche la motosilurante MS 53 che non venne ritirata a causa dell'usura e quindi radiata e demolita.
L'unità destinata alla Francia venne radiata il 15 dicembre 1948 e consegnata ai francesi all'inizio del 1949, mentre le unità destinate all'Unione sovietica vennero tutte radiate il 18 maggio 1949 e consegnate ai sovietici il successivo 6 luglio nel porto di Odessa. La motosilurante MS 52 denominata alla consegna con la sigla TK 970 il 3 ottobre con la denominazione TRL 31 venne classificata come unità recupero siluri e il 26 marzo 1953 con la caratteristica MO 125 venne riclassificata come cacciasommergibili. Le motosiluranti MS 61, MS 65 e MS 75 entrate in servizio nella Marina Sovietica rispettivamente con le sigle TK 972, TK 973 e TK 974 il 3 ottobre 1949 con le denominazioni TRL 33, TRL 34 e TRL 33 sono state classificate come unità recupero siluri. Le unità cedute ai sovietici cono state dismesse nel corso degli anni cinquanta.

## Servizio dopo il conflitto
Le unità sopravvissute al conflitto, che non vennero cedute ad altre marine, prestarono servizio nella Marina Militare. Le ultima unità sono andate in disarmo nel 1979.
Il 1º gennaio 1949 queste unità vennero declassate a motovedette in quanto le clausole del Trattato di pace impedivano all'Italia di avere unità siluranti. Il 1º novembre 1952, venute meno le clausole più restrittive del trattato di pace, che vietavano all'Italia il possesso di questo tipo di unità, e con l'ingresso dell'Italia nella NATO, queste imbarcazioni vennero riclassificate motosiluranti e il 1º gennaio 1954 ebbero il distintivo ottico definitivo tipico delle unità da pattugliamento di tre cifre, con il 4 come prima cifra. Le imbarcazioni vennero destinate ad operare nelle acque dell'Adriatico e dello Ionio, svolgendo normale attività addestrativa assieme alle più numerose “ex americane” Vosper e Higgins raggruppate nel Comando Motosiluranti (Comos) con sede a Brindisi. L'armamento ha visto, per tutte le unità navali della classe, l'eliminazione delle mitragliatrice da 6,5 mm per tutte le unità navali e dei lanciasiluri prodieri per quasi tutte le unità navali e con le due unità superstiti della 1ª serie che furono portate allo standard di armamento della 2ª serie. L'armamento venne riconfigurato in modo vario nelle diverse unità con un numero variabile da due a sei mitragliere da 20/65mm e due lanciasiluri ad impulso laterale da 450 mm del tipo “Minisini” impiegato sui MAS,
Nel 1956 venne programmato dallo Stato Maggiore della Marina l'ammodernamento di sette delle nove motosiluranti nazionali ancora esistenti per renderle idonee a svolgere ancora
qualche anno di efficace servizio. Tali lavori avrebbero dovuto interessare la sostituzione dell'apparato motore installando tre unità propulsive da 1.500 cv, gli apparati radio e radar, la timoneria e le altre sistemazioni di coperta. L'armamento previsto avrebbe dovuto essere di tipo rapidamente “convertibile” in modo da consentire l'impiego delle unità come motocannoniere, motosiluranti e posamine. Tale programma di ammodernamento, per motivi economici e in vista della realizzazione
di motocannoniere/motosiluranti di costruzione interamente metallica, venne limitato solamente a quattro unità: MS 472, MS 473, MS 474, MS 481, che rientrarono in servizio tra il 1959 e il 1961 mentre le unità della classe che non vennero ammodernate furono tutte poste in disarmo all'inizio degli anni sessanta, con il rientro in servizio delle unità riammodernate.
I lavori di ammodernamento vennero eseguiti nei Cantieri Baglietto di Varazze a partire dal 1958, e il criterio seguito per prolungare la vita operativa delle quattro unità fu quello di ottenere delle versatili unità da impiegare, mediante una rapida conversione dell'armamento, in funzione di tre versioni: cannoniera, silurante e posamine. Le modifiche all'armamento videro l'eliminazione dei tubi lanciasiluri da 533mm e delle mitragliere da 20/65, con le due mitragliere prodiere e poppiere sostituite con mitragliere di maggiore calibro. Nella versione motocannoniera vennero armate con due cannoni da 40/56, uno a prora e uno a poppa. Nella versione motosilurante erano armate con un cannone prodiero da 40/56 e due tubi lanciasiluri da 450 mm ad impulso laterale; nella versione silurante il cannone poppiero che veniva sbarcato per far posto ai siluri, mentre nella versione posamine veloce l'armamento era costituito da un cannone prodiero da 40/56 e otto mine da fondo su selle laterali. Le unità vennero anche dotate del radar di scoperta navale AN/SPS-21 con il profilo delle unità che risultò leggermente modificato con l'installazione dell'alberetto per ospitare il radar e altre apparecchiature di ricezione e comunicazione.
Le quattro motoconvertibili costituirono la 42ª Squadriglia Motosiluranti.
Il 10 giugno 1972 le motosiluranti 472 al comando del STV Spanò e la 473 del STV Bonaccorsi, insieme all'hovercraft HC 9801 al comando del TV Gentile, hanno risalito il Po fino a Piacenza (oltre ci sono le dighe), per portare a quelle popolazioni il saluto e la Bandiera della Marina Militare. Al comando della squadriglia il TV Barbara. Per una settimana le tre unità hanno risalito il più grande fiume italiano, suscitando ammirazione e commozione al loro passaggio, prendendo parte il 10 giugno a Cremona alla festa della Marina, con una grande manifestazione che ha visto il lancio di incursori di Comsubin e manovre delle unità nelle acque. Nell'occasione furono particolarmente apprezzate le veloci esibizioni dell'hovercraft che riusciva a sfrecciare, sia in acqua che sulla sabbia, a velocità elevatissime, essendo equipaggiato di un apparato di propulsione dotato di una turbina da 1050 hp che consentiva di raggiungere velocità fino a 60 nodi.

MS 74 poi MS 475
MC 481 prima degli ammodernamenti
MS 481 dopo gli ammodernamenti

Le unità entrate a far parte della Marina Militare furono le seguenti:

Ms 618 a Brindisi nel 1953

- MS 471 (ex MS 11) - in precedenza rinominata MS 611 e MV 611; disarmo 1965
- MS 472 (ex MS 24) - in precedenza rinominata MS 612 e MV 612; disarmo 1974
- MS 473 (ex MS 31) - in precedenza rinominata MS 613 e MV 613; disarmo 1974
- MS 474 (ex MS 54) - in precedenza rinominata MS 614 e MV 614; disarmo 1979
- MS 475 (ex MS 74) - in precedenza rinominata MS 619 e MV 619; disarmo 1962
- MS 481 (ex MS 55) - in precedenza rinominata MS 615 e MV 615; disarmo 1979
- MS 482 (ex MS 56) - in precedenza rinominata MS 616 e MV 616; disarmo 1962
- MS 483 (ex MS 72) - in precedenza rinominata MS 617 e MV 617; disarmo 1962
- MS 484 (ex MS 73) - in precedenza rinominata MS 618 e MV 618; disarmo 1962

La motosilurante MS 483 dopo il disarmo è stata trasformata nel 1964 presso l'Arsenale di La Spezia in mezzo per recupero siluri operando con la denominazione MEN 204.
Le motosiluranti MS 472 e MS 473 dopo il disarmo sono diventate navi museali rispettivamente a Ravenna e Venezia.

## Galleria d'immagini

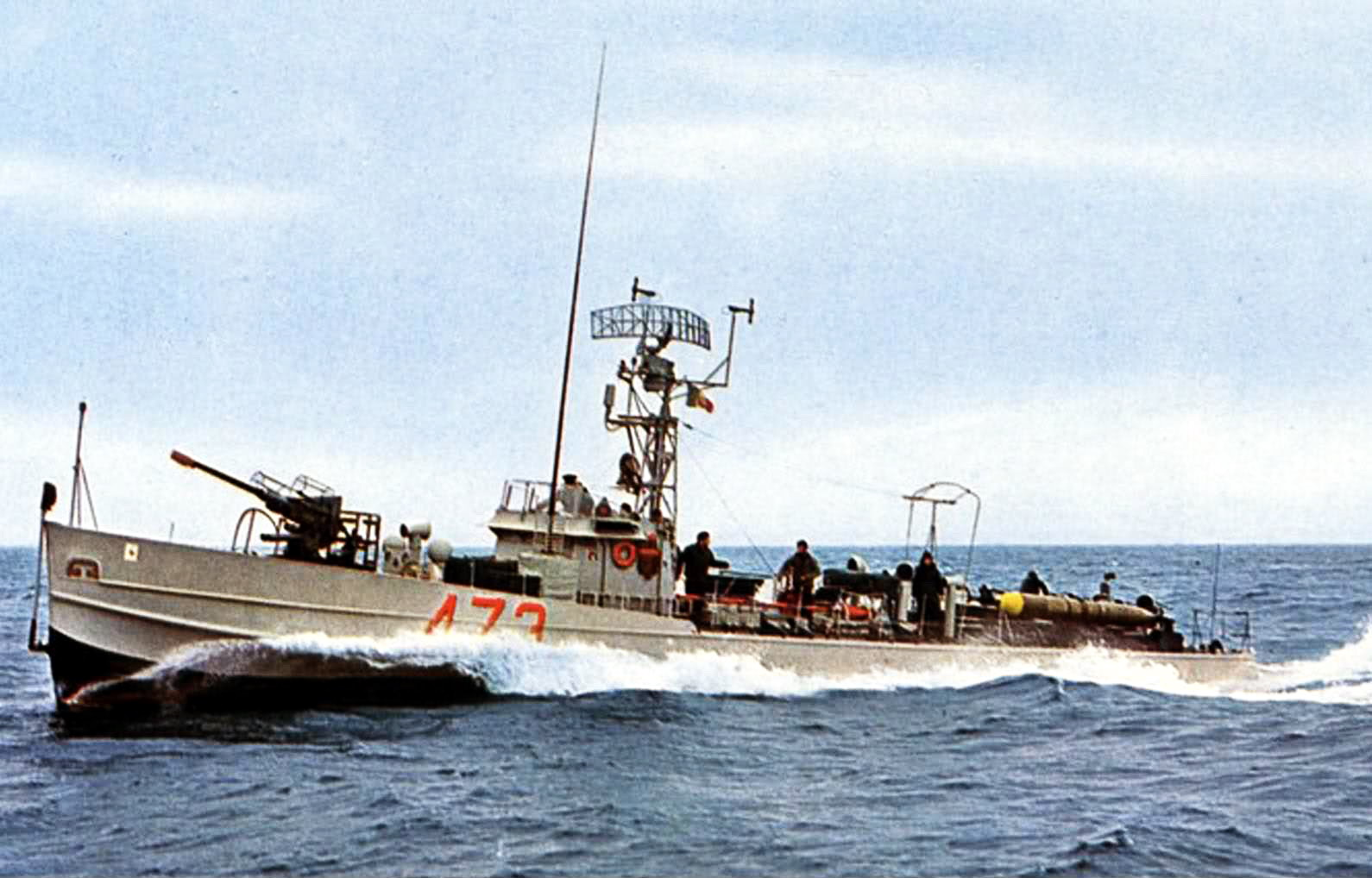
MC 473
MS 474 a Taranto
Motosiluranti 42ª Squadriglia